# عبد العالي المحمدي
عبد العالي المحمدي (مواليد 29 نوفمبر 1991 بمدينة مراكش)، هو لاعب كرة قدم مغربي يلعب في مركز حراسة المرمى لنادي الوداد الرياضي.

## الإنجازات
نهضة بركان
- كأس العرش : 2018

منتخب المغرب
- بطولة أمم أفريقيا للمحليين : 2018

### فردية
- تشكيلة الموسم في دوري المحترفين السعودي : 2020

## روابط خارجية
- عبد العالي المحمدي على موقع قاعدة بيانات كرة القدم.إي يو (الإنجليزية)
- عبد العالي المحمدي على موقع ناشيونال فوتبول تيمز (الإنجليزية)
- عبد العالي المحمدي على موقع Soccerway.com (الإنجليزية)